# Slagene ved Saratoga
Slagene ved Saratoga fandt sted i september og oktober 1777, og de var afgørende amerikanske sejre, som resulterede i overgivelsen af en britisk hær på 9.000 mænd, som havde angrebet New York fra Canada under den amerikanske uafhængighedskrig. Dette slag omtales ofte i ental, altså "slaget ved Saratoga", men der var faktisk to slag, som fandt sted med 18 dages mellemrum: Slaget ved Freeman's Farm den 19. september og Slaget om Bemis Heights den 7. oktober. Begge slag blev udkæmpet på det samme sted, omkring 15 km syd for Saratoga, New York, New York.
General John Burgoyne blev få dage efter nederlaget den 7. oktober omringet af en meget større amerikansk milits og tvunget til at overgive sig. Tilfangetagelsen af en hel britisk hær sikrede de nordlige amerikanske stater mod yderligere angreb fra Canada, og samtidig undgik man, at New England blev isoleret. Et vigtigt resultat af slagene var, at Frankrig gik ind i konflikten og støttede amerikanerne, hvilket kraftigt forbedrede amerikanernes chancer i krigen. Slagene ved Saratoga samt hele Saratoga-felttoget, som endte med Burgoynes overgivelse, anses normalt som vendepunktet i den amerikanske revolution.

## Yderligere læsning
- Creasy, Sir Edward; The Fifteen Decisive Battles of the World 1908 online
- Ketchum, Richard M.; Saratoga: Turning Point of America's Revolutionary War; 1997, Henry Holt & Company, ISBN 0-8050-4681-X; (Paperback ISBN 0-8050-6123-1)
- Luzader, John; Saratoga: A Military History of the Decisive Campaign of the American Revolution; Savas Beatie LLC, 2008, ISBN 978-1-932714-44-9;
- Mintz, Max M.; The Generals of Saratoga: John Burgoyne and Horatio Gates; 1990, Yale University Press, ISBN 0-300-04778-9;
- Nickerson, Hoffman; The Turning Point of the Revolution: Or, Burgoyne in America (1928) online
- Patterson, Samuel White; Horatio Gates: Defender of American Liberties Columbia University Press, 1941 online
- Savas, Theodore P., and Dameron, J. David; A Guide to the Battles of the American Revolution; Savas Beatie LLC, 2005, ISBN 1-932714-12-X